# Juegos Mundiales de Playa de 2019

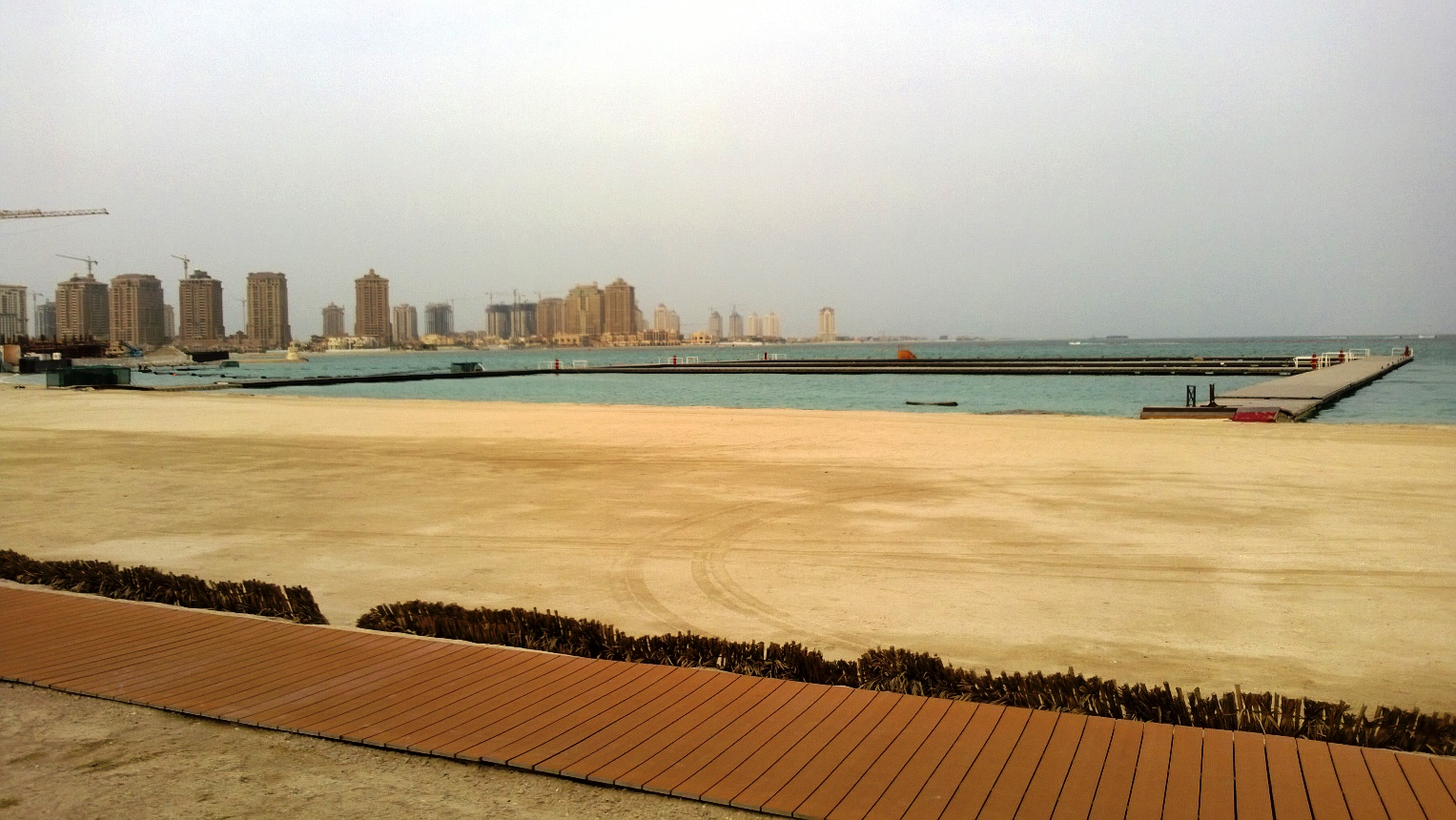
Katara Village, Doha

Los Juegos Mundiales de Playa de 2019 fue un evento multideportivo que se desarrolló del 12 hasta el 16 de octubre de 2019 en Doha. Contó con 16 disciplinas en 14 deportes como fútbol playa, surf, skateboarding y triatlón. La ceremonia de inauguración se realizó en el anfiteatro de la playa de Katara con la presencia de 3000 personas. Participaron 1300 deportistas de 97 países. El evento estaba previsto realizarse en San Diego en los Estados Unidos en el 2017 pero fue postergada hasta el 2019, esta vez en Doha. Seis deportistas peruanos participaran en los Juegos entre ellos están María Alejandra de Osma, José Gómez de la Torre, Jesús Navarro, Ada Bravo, María Bramont y Naomi Espinoza.